# El Mamey, Tantoyuca
El Mamey är en ort i Mexiko.   Den ligger i kommunen Tantoyuca och delstaten Veracruz, i den sydöstra delen av landet, 230 km norr om huvudstaden Mexico City. El Mamey ligger 188 meter över havet och antalet invånare är 253.
Terrängen runt El Mamey är huvudsakligen platt. El Mamey ligger uppe på en höjd. Runt El Mamey är det ganska tätbefolkat, med 72 invånare per kvadratkilometer. Närmaste större samhälle är Tantoyuca, 4,3 km öster om El Mamey. Trakten runt El Mamey består till största delen av jordbruksmark.